# آیک ۲۱۰۲۲
سیارک ۲۱۰۲۲ (به انگلیسی: 21022 Ike، نامگذاری:1989CR) بیست و یک هزار و بیست و دومین سیارک کشف شده‌است که در ۲ فوریه ۱۹۸۹ کشف شد.